# ElPeriódico
elPeriódico fue un diario guatemalteco, fundado el 6 de noviembre de 1996 por José Rubén Zamora Marroquín. Tenía una tirada de aproximadamente 30 000 ejemplares. Planteaba distinguirse por su «periodismo investigativo, sus columnistas de renombre, y su sección de cultura».
ElPeriódico anunció su cierre el 15 de mayo de 2023.

## Historia
Fue fundado en 1996 por José Rubén Zamora Marroquín, quien era considerado uno de los principales periodistas independientes de Centroamérica, cuando dejó su periódico anterior, Siglo Veintiuno, a principios del año después de un desacuerdo con la junta directiva del medio. Luego fundó elPeriódico, que fue financiado con las donaciones de 125 ciudadanos que apoyaron su postura sobre la libertad de prensa. Zamora Marroquín es primo de los empresarios de prensa escrita que han transitado y han sido dueños de los medios La Hora, Siglo 21, Corporación de Noticias y República GT.
En 2001, las oficinas del periódico fueron atacadas por un grupo de medio centenar de manifestantes tras denunciar presunta corrupción en el personal del entonces ministro de Comunicaciones, Luis Rabbé. La multitud intentó forzar las puertas del edificio y prenderle fuego, y fue quemada una efigie de Zamora. Según el Comité para la Protección de los Periodistas, la policía tardó más de cuarenta minutos en responder y no realizó arrestos.
El periódico realizó una extensa investigación sobre los supuestos vínculos entre el gobierno del presidente Alfonso Portillo y el crimen organizado, cuyos resultados se publicaron en noviembre de 2002. Luego, el gobierno envió auditores a las oficinas del Periódico durante 40 días, retirándolos solo después de una denuncia del Asociación Mundial de Periódicos (WAN).

### Ataques y altercados
Zamora fue atacado en varias ocasiones por motivos relacionados con los reportajes de elPeriódico. En junio de 2003, Zamora y su familia fueron secuestrados en su casa durante horas por un grupo de once hombres y una mujer. Los atacantes golpearon a los hijos de Zamora y lo obligaron a desnudarse y arrodillarse a punta de pistola. Según Zamora, uno de los pandilleros manifestó: «Si valoras a tus hijos deja de molestar a la gente de arriba. No sé a quién has molestado arriba, pero tenemos órdenes de que alguien de arriba que te desprecia, no lo sigas haciendo». El gobierno de Estados Unidos condenó el ataque y pidió una investigación. La WAN también emitió una declaración en nombre de Zamora luego del ataque, pidiendo al presidente Portillo que llevaran a los atacantes ante la justicia y protejieran la seguridad de los periodistas de su país.
Luego del altercado, Portillo visitó inesperadamente a Zamora para ofrecerle asistencia, incluso le permitió acceder a una base de datos fotográfica de miembros del gobierno y de las fuerzas armadas. A finales de enero de 2004, Zamora publicó en ElPeriódico los nombres y fotografías de los hombres y mujeres que él alegó como sus agresores; incluían a un alto miembro del personal de Portillo, un empleado de la Fiscalía General y un especialista en contrainteligencia. Dos años más tarde, el exmilitar Eduviges Funes fue condenado a dieciséis años de prisión por su participación en el ataque. Otro ex soldado, Belter Álvarez, fue absuelto.
El 20 de agosto de 2008, Zamora fue secuestrado y golpeado después de una cena con amigos en la ciudad de Guatemala, y quedó inconsciente y casi desnudo en Chimaltenango, a 25 kilómetros (16 millas) de distancia.

## Cierre

### Caso lavado de dinero
El 29 de julio de 2022 el fundador y presidente del medio, José Rubén Zamora Marroquín fue arrestado por la Policía Nacional Civil de Guatemala por una orden de detención emitida por un juez, por haber exigido y recibido dinero por parte de Ronald García Navarijo, un exbanquero con problemas con la justicia; quién lo acusó de extorsión para que el periodista dejara de mencionarlo en elPeriódico, fue acusado de lavado de dinero, chantaje, tráfico de influencias y proposición y conspiración para el lavado de dinero y otros activos. Además se capturó a Samari Carolina Gómez, una exagente fiscal por haber revelado información confidencial de la fiscalía a Zamora por medio del exfiscal Juan Francisco Sandoval para usarlo como chantaje contra los acusados, solicitarles dinero a cambio de no publicarlos en la sección de «El Peladero». La fiscalía aseguró que fue capturado en flagrancia a partir de una denuncia del exbanquero en el momento en que recibió el dinero y planeaba realizar una transacción bancaria para ocultar y disfrazar la procedencia del dinero y que la persecución era en su calidad de empresario y no de periodista. En el allanamiento confiscaron aproximadamente Q.200.000 (unos US$25 600,00) que habría solicitado a García Navarijo para darle información sobre investigaciones en su contra que le daba el exfiscal de sección Juan Francisco Sandoval que obtenía por medio la agente fiscal, además aseguraron que había una investigación similar que nunca fue investigada por Sandoval cuando estuvo a cargo de la FECI.
En la presentación de pruebas, se acusó junto a él a Flora Silva Flores exgerente de la empresa dueña del medio de comunicación y fueron señalados sus abogados Mario Eduardo Castañeda y Romeo Augusto Montoya de planear con él la forma en la que ocultarían el dinero. El Ministerio Público presentó un audio en el que se le escuchaba a Zamora Marroquín en una conversación con Sandoval Alfaro donde el primero pedía información y el segundo se la daba y aseguraba que obtendría la que no tenía, y en el otro se escuchaba a Zamora junto a sus abogados como sería el procedimiento para ocultar el dinero recibido por medio de la simulación de ventas de publicidad a favor de ElPeriódico.
Flora Silva Flores mano derecha de Zamora y gerente de la empresa Aldea Global, S.A. fue capturada en agosto de 2022 por el delito de conspiración para el lavado de dinero pues buscó simular un negocio comercial por esa cantidad de dinero para aparentar una procedencia licita del dinero. El 8 de diciembre Silva Flores aceptó los cargos ante el juez y confesó que ella solo recibía órdenes de Zamora, que él era el que tenía el manejo de todo los aspectos financieros y que ella solo planificaba con base a lo que él decidía. Fue condenada a 6 años de prisión conmutables, pero al haber aceptado los cargos se le redujo a 3 años, salió libre cuando hizo el pago de la multa.
En su primera declaración Zamora Marroquín aseguró que los Q300 mil que pidió ser ingresados en el sistema bancario por medio del exgerente del Banco de los Trabajadores, Ronald García Navarijo, le fueron entregados por empresarios que solicitaban publicidad en su periódico. Pero en otra audiencia aseguró que los recursos eran productos de la venta de una pintura de su propiedad y para eso presentó un documento de compra-venta del que posteriormente fue descubierta su falsedad, aun así Zamora aseguró que el dinero se lo había dado Alejandro Girón Lainfiesta quién declaró que el documento no era verídico.
La Fiscalía asegura que ambas versiones no son verdad. Pero sostiene que la segunda fue sustentada con documentos para dar apariencia de legalidad al origen de los fondos, por ello se considera que se trata de un intento de obstaculizar la persecución penal.

#### Conspiración por obstrucción a la acción penal
El 20 de abril de 2023 fueron capturados dos exabogados defensores de Zamora en el caso por lavado de dinero acusados de obstaculizar la acción penal al presentar un documento fraudulento en el que se simulaba una compra-venta de una obra de arte por Q.300 mil con el que aseguraron era la causa del porqué Zamora tenía en su poder la cantidad de dinero que el Ministerio Público encontró en el allanamiento. Juan Francisco Solorzano Foppa y Justino Brito Torres fueron capturados, Juan Carlos Marroquín Godoy no fue localizado y se citaron los supuestos compradores Alejandro Girón Lainfiesta y Orlando Alejandro Álvarez Zamora.
El 27 de abril se declararon culpables tanto Girón Lainfiesta y Álvarez Zamora y confesaron elaborar el documento de forma falsa para aparentar una procedencia lícita del dinero, fueron condenados a 1.5 años de prisión conmutables. El 5 de mayo se declaró culpable el abogado y primo de Zamora Marroquín, Juan Carlos Marroquín Godoy por el mismo caso y aceptó presentar un documento falso que simulara un compra de la obra de arte para darle apariencia lícita al dinero que le habían encontrado.

### Caso conspiración para la obstrucción de justicia
El 19 de enero de 2023 fue citado a primera declaración acusado de conspiración para la obstrucción de justicia, pues se habría reunido con sus abogados Castañeda y Romeo Montoya y su exdirectora financiera Flora Silva, cuando Sandoval Alfaro fue destituido en 2021 para planificar el desvío de una investigación a causa de una denuncia por lavado de dinero en 2013 que Sandoval había mantenido archivada. Silva Flores, aceptó los cargos y declaró ante el juez como fue que planificaron la forma de desviar la investigación. Fue capturado el abogado Castañeda y el 21 de febrero aceptó los cargos y confesó ante el juez la forma en la que trataron de desviar la investigación y evadir la justicia.
El 25 de abril de 2023 se entregó a la justicia, el abogado Romeo Montoya y se declaró culpable del delito de conspiración para obstruir la justicia al haber buscado la forma de obstruir una investigación en contra de Zamora por lavado de dinero de aproximadamente Q200 mil (US$25,000). Montoya fue condenado a 6 años de prisión conmutables, pero por aceptar los cargos le fue rebajado a la mitad.
A raíz de estos casos y mientras los procesos seguían en las instancias judiciales de Guatemala, el medio de comunicación anunció en diciembre de 2022 que dejarían de publicar su versión impresa y solo se enfocarían en la digital. En abril de 2023 anunciaron que la última publicación del medio sería el 15 de mayo de 2023 debido a la «persecución gubernamental, acoso y hostigamiento».